# Astrodesmus luridus
Astrodesmus luridus är en mångfotingart som beskrevs av Karsch 1881. Astrodesmus luridus ingår i släktet Astrodesmus och familjen Gomphodesmidae. Inga underarter finns listade i Catalogue of Life.